# Ballarpur
Ballarpur é uma cidade  no distrito de Chandrapur, no estado indiano de Maharashtra.

## Demografia
Segundo o censo de 2001, Ballarpur tinha uma população de 89,995 habitantes. Os indivíduos do sexo masculino constituem 52% da população e os do sexo feminino 48%. Ballarpur tem uma taxa de literacia de 73%, superior à média nacional de 59.5%; com 56% para o sexo masculino e 44% para o sexo feminino. 12% da população está abaixo dos 6 anos de idade.